# Kamienny Dół
Kamienny Dół (kaszub. Kamianny Dół) – osada w Polsce, w województwie pomorskim, w powiecie kartuskim, w gminie Stężyca.
Miejscowość leży na Pojezierzu Kaszubskim, na obszarze Kaszubskiego Parku Krajobrazowego i Szwajcarii Kaszubskiej. Wchodzi w skład sołectwa Borucino.
Do 2023 miejscowość była częścią wsi Borucino.
W latach 1975–1998 Kamienny Dół administracyjnie należał do województwa gdańskiego.
Kamienny Dół 31 grudnia 2011 r. miał 9 stałych mieszkańców.